# CUK Ubezpieczenia
CUK Ubezpieczenia – multiagencja ubezpieczeniowa i właściciel porównywarek ubezpieczeniowych powstały w Toruniu w 2001 roku. Od początku jest firmą z 100% polskim kapitałem.

## Historia
CUK Ubezpieczenia jest pierwszą w Polsce multiagnecją ubezpieczeniową. Powstała w 2001 jako Centrum Ubezpieczeń Komunikacyjnych i początkowo porównywała tylko ubezpieczenia komunikacyjne. Założyli ją Jacek Byliński i Maciej Kuczwalski.

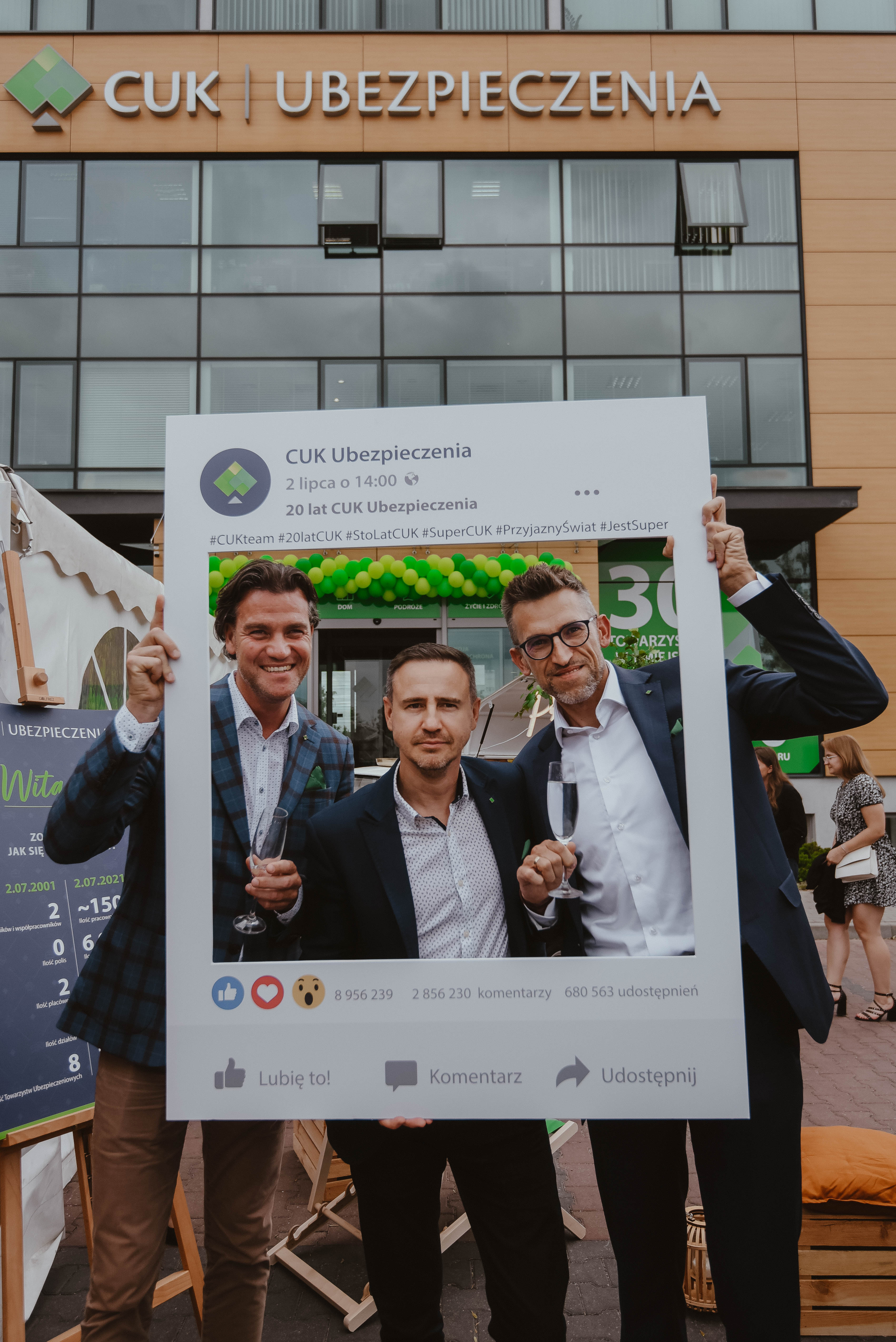
Założyciele, a członkowie Zarządu, spółki CUK Ubezpieczenia. Od lewej: Maciej Kuczwalski, Przemysław Grabowski i prezes Jacek Byliński.

W 2003 otwarta została druga placówka – w Bydgoszczy, a w 2004 do spółki dołączył trzeci wspólnik, Przemysław Grabowski.
Od 2007 rozpoczęło się rozwijanie sieci franczyzowej, która w 2021 liczyła ponad 240 placówek, co stanowiło mniej więcej połowę wszystkich placówek CUK Ubezpieczenia.
Pod koniec 2012, w związku z rozszerzeniem oferty o inne ubezpieczenia, nastąpiła zmiana nazwy na obecną.

## Działalność
CUK Ubezpieczenia oferuje kalkulatory ubezpieczeń porównujące oferty ponad 30 towarzystw. Obecnie dostępnych jest siedem kalkulatorów dotyczących ubezpieczeń: OC i AC, domu i mieszkania, rowerowych, dziecka, motocykla, turystycznych, na życie. CUK Ubezpieczenia sprzedaje także ubezpieczenia firmowe i rolne. Sprzedaż produktów ubezpieczeniowych odbywa się przez internet, w placówkach stacjonarnych, przez telefon, wideorozmowę lub aplikację mobilną.

## Sponsoring
Od lipca 2022 CUK Ubezpieczenia są sponsorem tytularnym toruńskiej drużyny siatkarzy Anioły Toruń. W związku z tym od sezonu 2022/2023 drużyna ta występować będzie pod nazwą CUK Anioły Toruń.